# Opoczno (gemeente)
De gemeente Opoczno is een stad- en landgemeente in het Poolse woiwodschap Łódź, in powiat Opoczyński.
De zetel van de gemeente is in Opoczno.
Op 30 juni 2004 telde de gemeente 35 383 inwoners.

## Oppervlakte gegevens
In 2002 bedroeg de totale oppervlakte van gemeente Opoczno 190,45 km², waarvan:
- agrarisch gebied: 69%
- bossen: 19%

De gemeente beslaat 18,33% van de totale oppervlakte van de powiat.

## Demografie
Stand op 30 juni 2004:
| Omschrijving                   | Totaal | Totaal | Vrouwen | Vrouwen | Mannen | Mannen |
| ------------------------------ | ------ | ------ | ------- | ------- | ------ | ------ |
| eenheid                        | aantal | %      | aantal  | %       | aantal | %      |
| inwoners                       | 35 383 | 100    | 17 875  | 50,5    | 17 508 | 49,5   |
| bevolkingsdichtheid (inw./km²) | 185,8  | 185,8  | 93,9    | 93,9    | 91,9   | 91,9   |

In 2002 bedroeg het gemiddelde inkomen per inwoner 1349,42 zł.

## Administratieve plaatsen (sołectwo)
Adamów, Antoniów, Bielowice, Brzustówek, Bukowiec Opoczyński, Dzielna, Januszewice, Janów Karwicki, Karwice, Kliny, Kraszków, Kraśnica, Kruszewiec, Kruszewiec-Kolonia, Libiszów, Libiszów-Kolonia, Międzybórz, Modrzew, Modrzewek, Mroczków Duży, Mroczków Gościnny, Ogonowice, Ostrów, Różanna, Sielec, Sitowa, Sobawiny, Sołek, Stużno, Stużno-Kolonia, Wola Załężna, Wólka Karwicka, Wygnanów, Ziębów.

## Aangrenzende gemeenten
Białaczów, Drzewica, Gielniów, Gowarczów, Inowłódz, Poświętne, Sławno